# Champagnole
Champagnole este o comună franceză, situată în departamentul Jura, regiunea culturală și istorică Franche-Comté în regiunea Bourgogne-Franche-Comté.

## Geografie
Champagnole, supranumită „Perla din Jura”, este un oraș situat în centrul geografic al departamentului Jura. Considerată poarta de intrare în Parcul Natural Regional Haut-Jura, localitatea se află la poalele muntelui Rivel.

### Comune limitrofe
| Ardon                         | Vannoz   | Équevillon            |
| Montrond Crotenay             |          | Sapois Bourg-de-Sirod |
| Pont-du-Navoy Monnet-la-Ville | Ney Cize | Syam                  |

### Hidrografie
Orașul este situat pe malul drept al râului Ain, la confluența acestuia cu Londaine. Centrul localității Champagnole se află pe interfluviul dintre aceste două cursuri de apă. Tot pe malul drept al râului Ain, un alt afluent al său, Angillon, marchează limita cu Ardon la nord și cu Crotenay la nord-vest și la vest.

### Relief
Altitudinea centrului orașului Champagnole este de aproximativ 540 de metri. Altitudinile minimă și maximă sunt de 476 m, respectiv 783 m. Localitatea se află la poalele muntelui Rivel, care atinge 812 m altitudine.

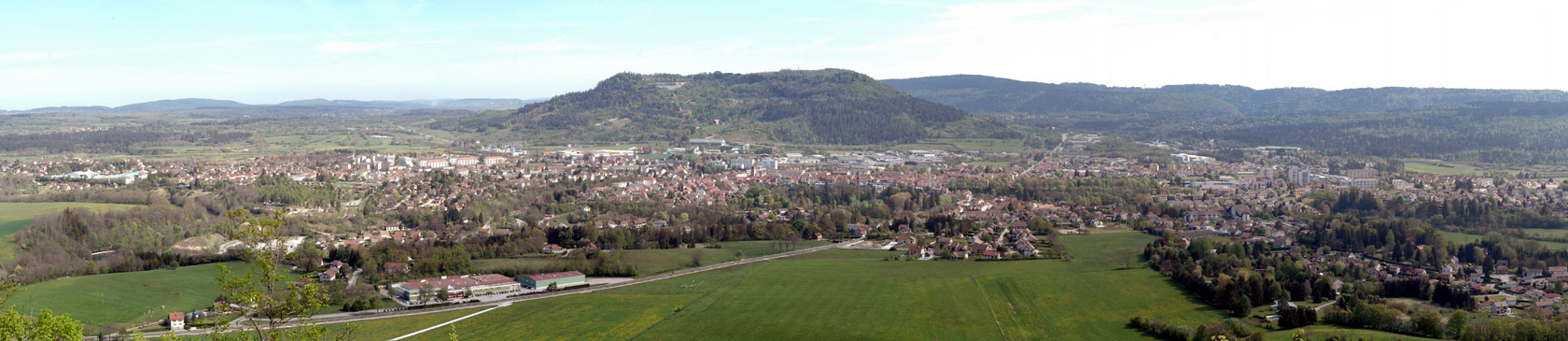
Panoramă a orașului Champagnole.

### Cadru geologic
Comuna se înscrie în marea regiune naturală a Jura externă, fiind situată la nord de comba Ain, dominată de coasta Heute, care separă platoul Champagnole de platoul Lons-le-Saunier. Harta geologică a localității Champagnole indică un substrat alcătuit din depozite aluvionare glaciare și morene. Orașul este dominat la nord de muntele Rivel, care reprezintă o culme izolată a platoului Champagnole.
Fosta carieră la suprafață a muntelui Rivel este săpată în această culme. „Frontul de exploatare, accesibil de pe mai multe platforme industriale, prezintă o secțiune cu o grosime de 60 de metri, compusă din alternanțe de marne și calcare ale Oxfordianului superior. Exploatată încă din secolul al XIX-lea pentru producerea varului și apoi a cimentului, cariera este abandonată din 1995”.

## Climă
În 2010, climatul comunei era de tip montan, conform unui studiu al Centrului Național de Cercetare Științifică (CNRS), bazat pe o serie de date ce acoperă perioada 1971-2000. În 2020, Météo-France a publicat o tipologie a climei din Franța metropolitană, conform căreia comuna este expusă unui climat montan sau de margine montană și se află în regiunea climatică Jura. Aceasta este caracterizată printr-o pluviozitate ridicată în toate anotimpurile (1 000 până la 1 500 mm/an), ierni aspre și o însorire redusă.
Pentru perioada 1971-2000, temperatura anuală medie este de 9,3 °C, cu o amplitudine termică anuală de 17 °C. Cumulul anual mediu de precipitații este de 1 613 mm, cu 13,6 zile de precipitații în ianuarie și 10,3 zile în iulie. Pentru perioada 1991-2020, temperatura medie anuală observată la stația meteorologică Météo-France cea mai apropiată, situată în comună, este de 9,4 °C, iar cumulul anual mediu de precipitații este de 1 573,2 mm.
Parametrii climatici ai comunei au fost estimați pentru mijlocul secolului (2041-2070) conform diferitelor scenarii de emisie de gaze cu efect de seră, bazate pe noile proiecții climatice de referință DRIAS-2020. Aceștia pot fi consultați pe un site dedicat publicat de Météo-France în noiembrie 2022.

## Urbanism

### Tipologie
La 1 ianuarie 2024, Champagnole este clasificată drept oraș mic, conform noii grile comunale de densitate în șapte niveluri, definită de INSEE (Institutul Național de Statistică și Studii Economice) în 2022. Ea face parte din unitatea urbană Champagnole, o aglomerație intra-departamentală care reunește patru comune, dintre care este oraș-centru. De asemenea, comuna face parte din zona metropolitană a Champagnole, al cărei nucleu urban îl constituie. Această zonă, care cuprinde 43 de comune, este clasificată în categoria zonelor cu mai puțin de 50 000 de locuitori.

### Acces și transport
Orașul Champagnole este situat la intersecția dintre drumul național N5, care vine din direcția Dijon și Dole spre Geneva, în Elveția, și drumul departamental RD471, care face legătura între Lons-le-Saunier și Pontarlier, în departamentul Doubs. Din 1993, centura ocolitoare a redus traficul de tranzit al naționalului 5 prin oraș. Traficul de pe RD471 este, la Pont-du-Navoy, deviat pe RD5 (venind dinspre Voiteur și Château-Chalon) pentru a evita centrul localității Champagnole și pentru a ajunge pe centură.
Champagnole dispune de gara Champagnole, precum și de halta Champagnole-Paul-Émile-Victor (care deservește liceul cu același nume). Orașul se află pe „linia rândunelelor”, ce leagă Dole (cu conexiune TGV spre Paris) de Morez și Saint-Claude.

### Utilizarea terenurilor
Structura utilizării terenurilor în comuna Champagnole, conform bazei europene de date privind ocuparea biogeofizică a terenurilor Corine Land Cover (CLC), este marcată de o pondere semnificativă a pădurilor și a mediilor semi-naturale, reprezentând 46 % în anul 2018, o valoare aproape egală cu cea din 1990 (46,4 %). Distribuția detaliată pentru anul 2018 este următoarea: păduri (44,4 %), pajiști (25,6 %), zone urbane (16,8 %), zone industriale sau comerciale și rețele de comunicații (6,8 %), terenuri agricole eterogene (2,2 %), zone cu vegetație arbuștilor și/sau ierboasă (1,7 %), terenuri arabile (1,3 %), spații verzi artificializate, neagricole (1,2 %). Evoluția ocupării terenurilor în comună și a infrastructurilor sale poate fi observată pe diferitele reprezentări cartografice ale teritoriului: harta Cassini (secolul XVIII), harta de stat-major (1820-1866) și hărțile sau fotografiile aeriene ale IGN pentru perioada actuală (1950 până în prezent).

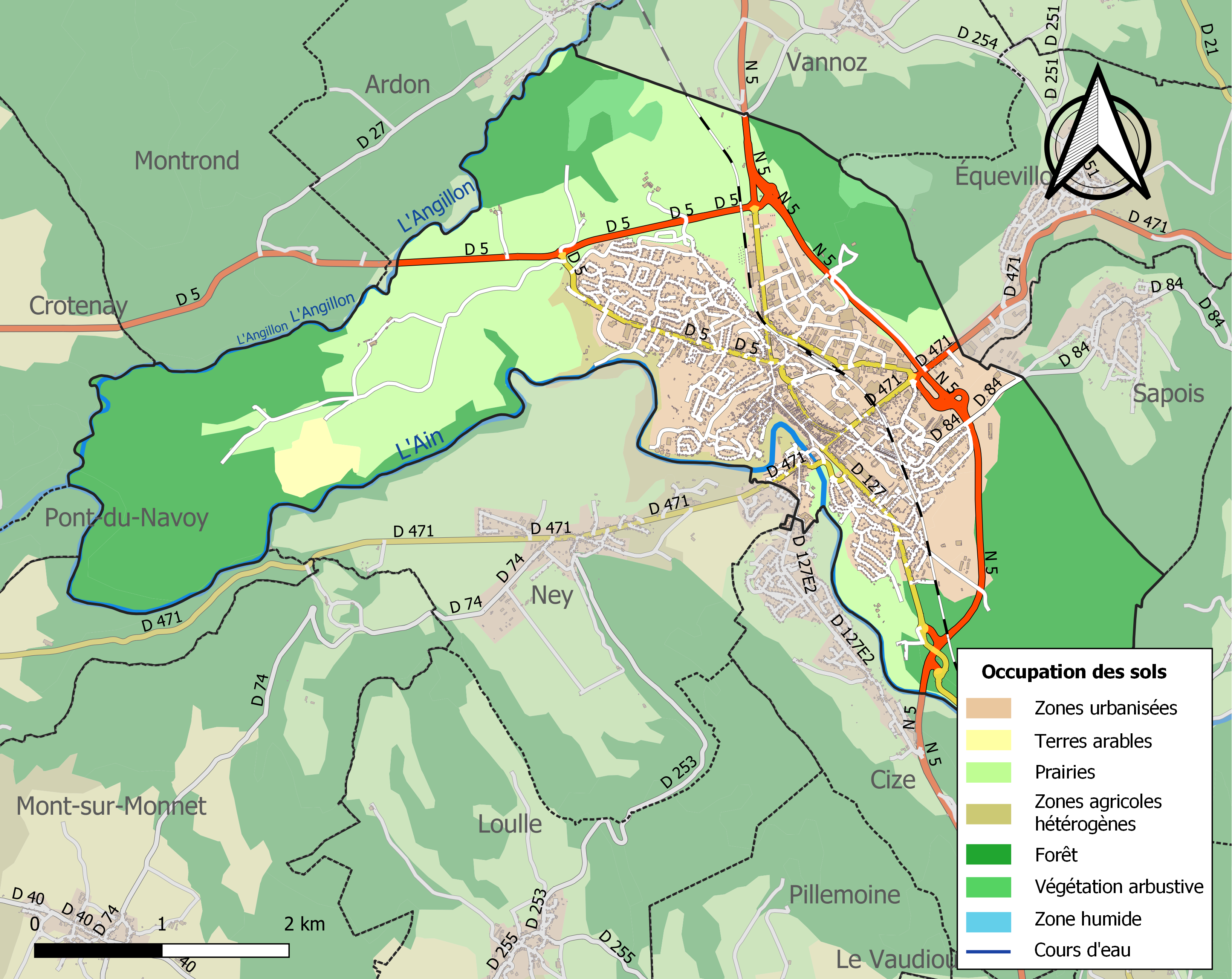
Harta infrastructurii și utilizării terenului a comunei în 2018 (CLC).

## Toponimie
Champagnols provine din champ în franceza veche, iar Campairols din occitană (dialectul Languedoc).
Termenul desemnează o zonă rurală, un peisaj deschis, cu așezare concentrată în centrul terenurilor cultivate cu cereale, în cadrul unui sistem agricol bazat pe rotația pajiștilor lăsate pârloagă, pe care pășunau animalele, fertilizând astfel solul. În franceza veche, champagne însemna „câmpie, întinsă suprafață de teren plat”, iar adjectivul vechi francez champagne desemna „de la câmp, rural”. Acesta provine din latina medievală campania – „câmp, parcelă de teren a domeniului seniorial” –, la rândul său din latina târzie campania – „câmpie” –, derivată din pluralul neutru substantivat campanea, interpretat ca formă de feminin, provenit din adjectivul campaneus, campanius – „de la țară, al câmpului” –, derivat târziu din campus, „câmpie, teren cultivat”.

## Istorie

### Antichitate
Teritoriul comunei este frecventat încă din preistorie: tabere și adăposturi sub stânci atestă prezența strămoșilor îndepărtați pe cel de-al doilea platou jurasic.
Istoria veche a Champagnole este inseparabil legată de Muntele Rivel, muntele care o domină, la fel ca și comuna vecină Saint-Germain-en-Montagne.
Epoca galică: ocuparea de către tribul sequanilor este confirmată, însă este dificil de apreciat amploarea acesteia (Champagnole se află la nord de situl controversat Chaux-des-Crotenay).
Epoca romană: sanctuar roman, cu un fanum octogonal și un al doilea rectangular.
Secolul al III-lea: jefuirea sanctuarului.
Secolul al IV-lea: reocupare parțială.
Secolul al V-lea: abandonarea sitului.

### Evul Mediu
Secolul al X-lea: prima mențiune documentară a localității sub numele de Campanola în pago scodiensium (districtul Scodiensis).
1130: arhiepiscopul de Besançon cedează o parte a bisericii din Champagnole abației Balerne, care deținea deja cealaltă parte.
Humbert al IV-lea de Salins moștenește pământurile dintre Angillon, Londaine și Ain la moartea tatălui său, Humbert al III-lea de Salins. Fiind fiul cel mic și frate al lui Gaucher al III-lea, construiește castelul în sectorul sudic al muntelui Rivel pentru o mai bună administrare a posesiunilor sale.
Secolul al XII-lea: feudalitatea Mont Rivel (sau Montrivel) pare să cuprindă, pe lângă Champagnole, și Saint-Germain-en-Montagne, Equevillon și Vannoz. În apropiere, familia Salins deținea și seigneuria Châteauvillain du Jura (Château-Villain în Sirod, pe creasta care delimitează cu Bourg-de-Sirod).
1210: Nicolette, numită și de Traves sau de Salins, presupusă nepotă a lui Humbert al IV-lea de Salins și nepoată a lui Humbert al III-lea, transmite feudalitatea soțului său Simon de Commercy.
1240: domeniul este transmis fiului lor, Gaucher I de Commercy.
1242: Jean I de Chalon l’Antique, viitor conte regent de Burgundia (1248) și fost conte de Chalon, stăpân al Salins din 1237, obține de la Gaucher I (în 1258 va lua în a treia căsătorie pe Laure de Commercy, nepoata lui Gaucher, de unde linia Chalon-Arlay, principe de Orange) interzicerea construirii de noi fortificații.
1286: Gaucher al II-lea, fiul lui Gaucher I și unchi al Laurei, aduce omagiu nepotului său Jean (II)-Ier de Chalon-Arlay pentru Mont Rivel.
1315: Guillemette de Commercy, fiica lui Gaucher al II-lea, nepoată a lui Gaucher I și verișoară primară a Laurei de Commercy, căsătorită cu Guillaume de Sainte-Croix, vinde seigneuria lui Hugues de Chalon-Arlay, fiul lui Jean I de Chalon-Arlay și nepotul Laurei, pentru 2200 de florini.
1320: Hugues I de Chalon-Arlay acordă o cartă locuitorilor din Champagnole care încurajează noile activități și circulația bunurilor și persoanelor.
Secolul al XIV-lea: funcționează deja trei mori și două mașini de bătut.
1479: orașul este distrus de trupele lui Ludovic al XI-lea al Franței.
1480: castelul Mont Rivel pare să fi fost incendiat de trupele lui Ludovic al XI-lea.

### Epoca modernă
Secolul al XVI-lea: castelul este abandonat, dar seigneuria Champagnole și împrejurimile păstrează numele de Montrivel, incluzând Saint-Germain-en-Montagne, Equevillon, Ney, Vannoz, Vers-en-Montagne etc. Seigneuria rămâne în mâinile familiei Chalon-Arlay, prinții de Orange (care dețineau și Lons, Montaigu, Pymont, Montmorot, Nozeroy, Arlay, Orgelet, Valempoulières, Monnet, Châtelbelin în Salins, Dramelay, Arguel etc.), până la moartea lui Philibert în 1530 și a nepotului său René de Nassau-Chalon în 1544. Succesorii săi sunt verii lor, statthalter de Orange-Nassau începând cu Wilhelm de Orania (secolele XVI–XVII), care sunt înlăturați în secolul al XVIII-lea în favoarea familiei Gand-Vilain d’Isenghien, ce sunt ulterior absorbiți în familiile Brancas de Lauraguais și Arenberg.
1580: incendiu în oraș.
1637: ducele de Longueville incendiază orașul după ce îl cucerește.
1742: incendiu care distruge 37 de case.
1750-1755: construcția actualei biserici.
1782: familia Muller, negustori de textile originari din Lyon, preiau și dezvoltă considerabil furnalele de pe malul râului Ain din Champagnole.
1792: în noaptea de 6 spre 7 septembrie, un incendiu distruge complet morile de pe strada Pont de l'Épée.
1792: achiziția altarului și orgii pentru biserică din Poligny, după desființarea mănăstirii Ursulinelor.
1798: la 28 aprilie, un incendiu devastator mistuie Champagnole în doar două ore; 280 de familii rămân fără nimic. Casele, construite din lemn de brad și nu din piatră, au fost rapid cuprinse de flăcări.

### Epoca contemporană
1867: deschiderea gării din Champagnole către Andelot.
1889: sunt ridicate două nave laterale pentru mărirea bisericii.
1890: 14 iulie: deschiderea gării din Champagnole către Saint-Claude.
1891: deschiderea liniei cu ecartament normal Champagnole – Lons.
1892: electricitatea înlocuiește petrolul pentru iluminatul din Champagnole.
1905: artileria dărâmă ușile bisericilor din Champagnole și Mont-sur-Monnet (5 martie).
1912: producția de oțeluri speciale în cratiță, laminate la forjele din Syam (oțeluri rapide Ramboz).
1914 – 1918: odată cu mobilizarea generală, toți bărbații apți pentru război sunt recrutați pentru Primul Război Mondial. Ca și în aproape toate orașele, Champagnole părea un loc populat doar de femei, copii și bătrâni; femeile preluau lucrările și responsabilitățile de care fuseseră private până atunci. La sfârșitul războiului, 120 de bărbați din oraș și-au pierdut viața.
În timpul războiului, trupele canadiene își stabilesc tabăra la Champagnole pentru exploatarea lemnului din Pădurea Joux, necesar mașinii enorme de război.
1916: înființarea oțelăriilor de la Champagnole.
1924: 14 iulie 1924, deschiderea primului tronson al liniei Champagnole – Foncine-le-Bas (Champagnole - Sirod) a Căilor Ferate Vicinale din Jura.
1927: 21 august, inaugurarea tramvaiului Champagnole – Boujailles (unde se leagă de gara SNCF) și a ramurii Sirod – Foncine-le-Bas, legată de linia Clairvaux – Foncine-le-Bas.
1928: electrificarea liniilor cu 1.500 volți curent continuu. Champagnole – Foncine-le-Bas și Nozeroy - Boujailles electrificate la 18.03.1928.
1938: închiderea liniei cu ecartament normal Champagnole – Lons pentru călători.
1940: din iunie 1940 până în septembrie 1944, adică aproape patru ani, Champagnole a fost ocupat de armata germană.
1944: Champagnole a fost eliberat de germani la 3 septembrie 1944.
1950: închiderea liniei Champagnole – Foncine-le-Bas pentru călători.
1953: dezafectarea liniei cu ecartament normal Champagnole – Lons.
27 iulie 1964: prăbușirea galeriilor carierei de calcar a Cimentăriilor din Champagnole cauzează 5 victime printre mineri și una printre salvatori. Căutarea și salvarea celor nouă supraviețuitori face prima pagină în mass-media până la 8 august. Evenimentul este comemorat anual de sindicatele locale în fiecare 1 mai.

## Populația și societatea

### Date demografice
Evoluția numărului de locuitori este cunoscută prin recensămintele populației efectuate în comuna respectivă începând din 1793. Pentru comunele cu mai puțin de 10 000 de locuitori, un recensământ al întregii populații este realizat la fiecare cinci ani, populațiile legale pentru anii intermediari fiind estimate prin interpolare sau extrapolare. Pentru comuna respectivă, primul recensământ exhaustiv în cadrul noului dispozitiv a fost realizat în 2004.
În 2022, comuna număra 8 035 locuitori, în creștere cu +1,35 % față de 2016 (Jura: -0,81 %, Franța fără Mayotte: +2,11 %).
| An        | 1793  | 1821  | 1841  | 1856  | 1876  | 1886  | 1901  | 1921  | 1936  | 1962  | 1982  | 2006  | 2014  | 2022  |
| --------- | ----- | ----- | ----- | ----- | ----- | ----- | ----- | ----- | ----- | ----- | ----- | ----- | ----- | ----- |
| Populație | 1 472 | 2 439 | 3 276 | 2 967 | 3 418 | 3 744 | 3 830 | 3 855 | 4 726 | 7 531 | 9 713 | 8 135 | 7 908 | 8 035 |

## Locuri și monumente

### Muzeu
- Muzeul arheologic (secolul XX), strada Baronne Delort. Prezintă descoperiri gallo-romane și merovingiene aduse la lumină prin săpăturile efectuate în cantonul Champagnole, în anii 1965 și 1992.

### Patrimoniu arhitectural
- Biserica Sfântul Cyr și Sfânta Julitte din Champagnole (sec. XVIII), strada Baronne Delort. Conține un altar, un retabul și un orgă din secolul XVIII, înscrise ca monumente istorice din 1994[38]. Primele două obiecte provin de la congregația Ursulinelor din Poligny, iar ultimul de la cea a dominicanilor din același oraș.
- Castelul de apă din Champagnole, stil neoclasic (sec. XIX), al cărui turn și ceas public sunt înscrise ca monumente istorice din 1990[39].
- Primăria (sec. XIX), strada Baronne Delort, al cărei vestibul, scară și fațadă sunt înscrise ca monumente istorice din 1997[40].
- Haltă feroviară (sec. XXI), strada Jardiniers, înscrisă în IGPC din 2004[41]. Construită în 2002, la inițiativa consiliului regional Franche-Comté, această haltă deservește liceul Paul-Émile Victor, situat pe strada Gottmadingen, în apropiere.

### Patrimoniul industrial și meșteșugăresc

#### Exploatare și producție
- Centrala hidroelectrică (sec. XIX-XX), loc numit „La Roche”, înscrisă în IGPC din 1997[42].
- Centrala hidroelectrică a forjelor (sec. XX), strada Adrien Muller, înscrisă în IGPC din 1997[43].

#### Transformare și comerț
- Fostă moară (sec. XVIII), apoi moară de făină, gater, fabrică de bibelouri și centrală (sec. XIX–XX), astăzi fabrică de bibelouri și centrală hidroelectrică, Aleea Morilor, înscrisă în IGPC din 1997[44].
- Forjele de la Serve (sec. XIX–XX), strada Adrien Muller, înscrise în IGPC din 1997[45].
- Fost gater și oțelărie (sec. XIX–XX), astăzi oțelărie, strada Clemenceau, înscrise în IGPC din 1997[46].
- Cimentărie (sec. XIX–XX), drumul Mont-Rivel, înscrisă în IGPC din 1997[47].
- Fabrică de brânzeturi (sec. XIX), strada general Leclerc, înscrisă în IGPC din 1997[48].
- Foste fabrici de mobilă (sec. XX), situate pe străzile Clemenceau, Édouard Herriot, Herman Picaud, Paul Crétin și Victor Bérard, precum și în locul numit „Les Moutoux”, înscrise în IGPC din 1997[49][50][51][52][53][54][55].
- Fosta fabrică de jucării Bazinet (sec. XX), strada Léon și Georges Bazinet, înscrisă în IGPC din 1997[56].
- Fostă fierărie (sec. XX), astăzi fabrică de ochelari, strada Baronne Delort, înscrisă în IGPC din 1997[57].
- Tipografie (sec. XX), strada general Leclerc, înscrisă în IGPC din 1997[58].

#### Infrastructuri
- Gară (sec. XIX), bulevardul Gării, înscrisă în IGPC din 2004[59]. Este situată pe linia Saint-Claude–Dole–Paris și pe calea ferată turistică „linia rândunicilor”.
- Pasarelă feroviară (sec. XIX), strada Stand, înscrisă în IGPC din 2004[60].
- Casă de paznic de barieră și trecere la nivel nr. 8 (sec. XIX), strada Léon și Georges Bazinet, înscrise în IGPC din 2004[61].
- Poduri feroviare (sec. XX), pe drumurile departamentale și naționale 5, înscrise în IGPC din 2004[62][63].

### Patrimoniu natural
- Mont Rivel.
- Malurile râului Ain.
- Punct de plecare al Drumului brazilor (42 km), traversând pădurile Fresse, Joux și Levier.
- Parcul Belle-Frise, bulevardul Republicii.
- Grădina Surorilor congregației Notre-Dame de Fidélité, strada Sauget, înscrisă în IGPC din 1995[64].
- Grădina Surorilor congregației Saint-Joseph, strada general Leclerc, înscrisă în IGPC din 1995[65].

## Personalități
- Sylvain Guillaume (născut în 1968), specialist în combinata nordică
- Georges Trouillot⁠(d) (1851-1916), om politic
- Grégory Pujol⁠(d) (născut în 1980), fotbalist, s-a născut la Champagnole
- Quentin Fillon-Maillet (născut în 1992), biatlonist, născut la Champagnole
- Hubert Reeves (1932-2023), astrofizician, popularizator al științei și ecologist canadian naturalizat francez. Școala primară din Champagnole îi poartă numele.

## Înfrățiri
- Germania - Gottmadingen (din 1968)
- Regatul Unit - Dukinfield (din 1958)